# Acaena echinata
Acaena echinata é uma espécie de rosácea do gênero Acaena, pertencente à família Rosaceae.